# Those Who Are About to Die Salute You
Those Who Are About to Die Salute You (с англ. — «Идущие на смерть приветствуют тебя») — дебютный студийный альбом британской джаз-фьюжн-группы Colosseum, выпущенный 16 марта 1969 года на лейбле Fontana. Пластинка также была известна под названиями Colosseum и Morituri Te Salutant. Альбом достиг 15-го места в UK Albums Chart.

## Об альбоме
Название альбома является английским переводом латинской фразы «Morituri te salutant», которая по распространённому мнению произносилась гладиаторами перед началом боя при обращении к римскому императору.
«Debut» — самая первая песня, которую Colosseum когда-либо исполняли как группа. Тони Ривз позже вспоминал, что «на самом деле в основе песни была мелодическая фраза, которую я запомнил, во время джема Мика Тейлора с Джоном Мэйоллом, и я лишь немного изменил её басовую партию. А потом все остальные участники группы присоединились ко мне, и то, что происходило во время этой репетиции вошло в итоге на пластинку, так что технически в титрах должны быть указаны имена всех в качестве авторов, включая, я полагаю, Мика Тейлора!».
Композиция «Mandarin» началась с серии набросков Дэйва Гринслейда, основанных на японской мягкой гамме. Тони Ривз скомпилировал наброски в основную тему и аранжировал песню.
Песня «Beware the Ides of March» заимствует тему фуги из «Токкаты и фугы ре минор (BWV 565)» Иоганна Себастьяна Баха.
Colosseum также записали «I Can’t Live Without You», которая появилась в переиздании 2004 года в качестве бонус-трека.

## Восприятие
Ретроспективный обзор AllMusic содержал крайне положительную оценку. В нём сообщалось, что дебют Colosseum был «мощным альбомом, в котором в один момент раскрывалось инструментальное мастерство каждого участника, а в другой — таланты каждого объединялись, образуя темпераментный поток прогрессивного джаз-рока». Высоко оценивалось разнообразие и уникальность каждой песни, игра музыкантов и способность группы создавать нетрадиционную, но доступную смесь джаза, рока и классики.
Он занял 23-е место в списке «50 давно забытых драгоценных камней» в альманахе Колина Ларкина«1000 лучших альбомов всех времён».

## Список композиций
Слова и музыка всех песен написаны группой, если не указаны иные.
| №  | Название              | Автор(ы)                  | Длительность |
| -- | --------------------- | ------------------------- | ------------ |
| 1. | «Walking in the Park» | Грэм Бонд                 | 3:51         |
| 2. | «Plenty Hard Luck»    |                           | 4:23         |
| 3. | «Mandarin»            | Тони Ривз, Дэйв Гринслейд | 4:27         |
| 4. | «Debut»               |                           | 6:20         |

| №  | Название                     | Автор(ы)          | Длительность |
| -- | ---------------------------- | ----------------- | ------------ |
| 1. | «Beware the Ides of March»   |                   | 5:34         |
| 2. | «The Road She Walked Before» | Дик Хекстолл-Смит | 2:39         |
| 3. | «Backwater Blues»            | Бесси Смит        | 7:35         |
| 4. | «Those About to Die»         |                   | 4:49         |

## Участники записи
Colosseum:
- Джеймс Литерленд[англ.] — вокал
- Дэйв Гринслейд[англ.] — орган, вибрафон, фортепиано, бэк-вокал в песне «The Road She Walked Before»
- Дик Хекстолл-Смит — саксофон
- Тони Ривз[англ.] — бас-гитара
- Джон Хайсман[англ.] — ударные музыкальные инструменты

Приглашённые музыканты
- Джим Роше — гитара в песне «Backwater Blues»[8]
- Генри Лоутер[англ.] — труба в песне «Walking in the Park»

## Позиции в хит-парадах
Еженедельные чарты:
| Год  | Хит-парад                        | Высшая позиция | Пребывание в чарте |
| ---- | -------------------------------- | -------------- | ------------------ |
| 1969 | Великобритания (UK Albums Chart) | 15             | 1 неделя           |